# Съветско-китайски договор за ненападение
Китайско-съветски пакт за ненападение (на китайски: 中蘇互不侵犯條約; на руски: Советско-китайский договор о ненападении) е подписан в Нанкин на 21 август 1937 г. между Република Китай и Съветския съюз по време на Втората китайско-японска война. Той влиза в сила в деня на подписването му.

## Ефекти
Първоначално договорът довежда до подобряване на отношенията между правителството на Гоминдан – правителството на Чан Кайшъ и СССР. След подписването на пакта Съветският съюз започва изпращането на въздухоплавателни средства на китайското национално правителство в Операция „Зет“, както и икономическа помощ, която да помогне за отстраняването на японската окупация в Китай. Чан се надяваше, че това е доведе до намесената на съветската армия във войната, но с течение на времето осъзна, че СССР е въздържана в своите действия относно помощта си към Китай, защото не иска да разстрои мълчаливия съюз с Великобритания, Франция и по-късно Съединените щати, които подкрепяха Китай, но биха подкрепили Япония срещу СССР с цел отслабването и на двете страни.
Договорът също така позволи на СССР да съсредоточи вниманието си повече върху западната граница, където нацистка Германия се готвеше за война със СССР, особено след подписването на Пакта за неутралност между СССР и Япония. Пактът допринесе за влошаването на отношенията между Китай и нацистка Германия, което достигна кулминацията в с оттеглянето на германската военната помощ в Китай.

## Нарушаване на пакта от страна на Съветския съюз
По ирония на съдбата, през 1937 г., докато се подписва пактът, руснаците нагло го нарушават преди и след подписването, провеждайки Синдзянската война (1937 г.) от август до октомври. Съветската армия подпомага своята марионетка – областния управител на в пров. Синцзян, Шън Шъцай. Мюсюлманският генерал Ма Хушан ръководи 36-а дивизия (Националната революционна армия), за да се противопостави на нахлуването.
Преди инвазията Ма Хушан комуникира с Чан Кайшъ и той споменава на Питър Флеминг, че Чан Кайшъ ще изпрати помощ в борбата срещу СССР. Избухването на войната с Япония обаче кара Ма Хушан да се изправи сам срещу съветското нашествие. Макар и съпротивлявайки се и убивайки съветските войници, силите на Ма Хушан в крайна сметка се поддават на съветските бомбардировките с газова струя и Ма Хушан бяга през Индия обратно в Китай.
След това Шън Шъцай кани съветските войски на гарнизон в Турфан, точно до провинция Гансу.
Правителството на Република Китай е напълно наясно със съветската инвазия в провинция Синцзян, както и движението на съветските войски около провинциите Синдзян и Гансу, но са принудени да маскират тези маневри пред обществото като „японска пропаганда“, за да избегнат международен инцидент и продължителни военни доставки от съветите.
Китайското правителство реагира със собствените си военни действия. Мюсюлманският генерал Ма Бучинг е бил във виртуален контрол на коридора Гансу по това време. Ма Бучин преди това се бори срещу японците, но тъй като съветската заплаха беше сериозна, Чан Кайшъ прави няколко размествания позициите на Ма. През юли 1942 г. Чан Кайшъ инструктира Мак Буин да премести своите 30 000 войници близо до блатото Цайдам в басейна Цайдам в Цинхай. Чан назначава Ма за Революционен комисар, за да се изправи на южния фланг срещу Шън Шъцай в пров. Синдзян, която граничи именно с Цайдам.
След като Ма възвръща своите позиции в пров. Гансу, Гоминданските войски от Централен Китай навлизат в района и побеждавайки съветската войска в пров. Синдцян, принуждават Шън Шъцай да се прекрати своите контакти със СССР.

## Илийски бунт
Илийски бунт избухва в Синцзян, когато китайският мюсюлмански офицер на Гоминдан Лиу Бин-Ди бива убит, борейки се срещу тюркско-уйгурските бунтовници през ноември 1944 г. Съветският съюз подкрепя тюркските бунтовници срещу Гоминдан. Китайското правителство на Гоминдан нарежда на мюсюлманския генерал Ма Буфан няколко пъти да води войските си в Синдзян, за да сплашат съветския губернатор Шън Шъцай. Това помага да се осигури защита на китайското население в Синдзян. Ма Буфан е изпратен с мюсюлманската си кавалерия в Урумчи от Гоминдан през 1945 г. по време на Илийския бунт, за да го защити от уйгурската армия.

## Операция „ЗЕТ“
Операция „Зет“ е тайна операция на Съветския съюз за предоставяне на военни и технически ресурси на Република Китай като част от Китайско-съветския пак за ненападение.
Целта на операцията е да се противопостави на нахлуването на територията на Китай от страна на императорската японска армия по време на Китайско-японската война. Съветският съюз и Японската империя имат дългогодишно съперничество, което понякога завърша с открита враждебност.
Операцията е проведена тайно, за да се поддържа правдоподобно опровержение, като същевременно се противопостави на разширяващите се усилия на Япония да се утвърди като най-важната политическа сила в Източна Азия. Под името на Доброволци на съветските въздушни сили, съветските войски се сражават в защита на Нанкин, Ухан, Нанчан и Чунцин. Над 250 съветски доброволчески пилоти и 885 самолета са предоставени на Китай. Самолетите са включени Поликарпов И-15, Поликарпов И-16 и Поликарпов И-153.

### Развитие
След избухването на Китайско-японската война през август 1937 г., китайските власти започват да гледат към големите сили на Запада за помощ. Първият, който предлага значима помощ, е Съветският съюз, с които Чан Кайшъ подписва Китайско-съветския пакт за ненападение на 21 август. Като част от условията на този договор СССР се съгласява да предостави парична подкрепа под формата на безвъзмездни финансови средства. Най-важното споразумение, обаче, е тайната разпоредба на СССР да предостави на Китай първокласни самолети, които ще бъдат организирани под кодовото име „Операция Зет“. Тези самолети, главно изтребители И-15 и И-16 и бомбардировачи СБ-2, са сред най-добрите в света и вече бяха свидетели на продължителна битка по време на испанската Гражданска война, където се представиха много добре.

### Доставка на самолетите
Най-голямото препятствие пред доставката на тези самолети е разстоянието между съветските фабрики за летателни апарати, разположени главно в европейската част на СССР и основните бази на китайските ВВС в Източен Китай. Разстоянието между Москва и Нанкин е над 4000 мили, а южният въздушен маршрут през съветския град Алма Ата (сега Алмати в Казахстан) до точката на доставка в Ланджоу обхваща 1500 мили над екстремните терени – планинската верига Тяншан и пустините в Северен Китай. Междинните съоръжения между тези две точки са ограничени, като някои въздушни трасета са просто мръсни полета в дълбоки долини, заобиколени от високи върхове. Разстоянията между селата също са огромни, което направи пътуването още по-трудно за пилотите, които може би трябва да направят спешни кацания в тази пустиня.
Изтребителите се доставят по ЖП линия до Алма Ата, опаковани в щайги, и отново сглобени в местни заводи за техническо обслужване на самолети. Бомбардировачите прелитат до Алма Ата през Енгелс и Ташкент, преди да пътуват до Ланджоу. Изграден е и Северен маршрут, доставяйки самолетите по Транссибирската ЖП линия до Иркутск, където се амсемблират и прелитат през Улан Батор до Ланджоу.